# إيرل هاتشينسون
إيرل هاتشينسون هو سائق قطار ‏ وسياسي كندي، ولد في 23 أكتوبر 1888 في Port Burwell, Ontario ‏ في كندا، وتوفي في 1934 في وودستوك في كندا. انتخب عضو برلمان مقاطعة أونتاريو ‏.